# Struma, Blagoevgrad
Struma (în bulgară Струма) este un sat în Obștina Sandanski, Regiunea Blagoevgrad, Bulgaria.

## Demografie
Componența etnică a satului Struma
     Bulgari (93,47%)
     Nicio identificare (6,52%)
     Altele (0%)
La recensământul din 2011, populația satului Struma era de 598 locuitori. Din punct de vedere etnic, majoritatea locuitorilor (93,47%) erau bulgari. Pentru 6,52% din locuitori nu este cunoscută apartenența etnică.